# ردز
ردز (به فرانسوی: Rodez) یک کامین در فرانسه است که در Canton of Rodez-Nord واقع شده‌است.

## خصوصیات
ردز ۱۱٫۱۸ کیلومترمربع مساحت و ۲۴٬۵۴۰ نفر جمعیت دارد و ۶۲۷ متر بالاتر از سطح دریا واقع شده‌است.

## خواهرخوانده
شهرهای بامبرگ، Pigüé و افدیرک خواهرخوانده‌های ردز هستند.